# Partido Acción Democrática Popular
El Partido Acción Democrática Popular fue un pequeño partido socialdemócrata de Costa Rica, liderado por liberacionistas bajo el liderazgo de Enrique Obregón. Participó en las elecciones de 1962 y aseguraba que su finalidad era recordar las raíces socialdemócratas al PLN. El partido se disolvió poco después y sus miembros reingresaron en Liberación.